# Club Laguna
Club Laguna, auch bekannt unter dem Spitznamen Guerreras Laguna, ist ein mexikanischer Frauenfußballverein aus Texcoco de Mora im Bundesstaat México.

## Stadion
Die Heimspielstätte des Vereins ist das Estadio Claudio Suárez in Texcoco.

## Geschichte
Ihren bisher größten Erfolg feierten die Fußballerinnen des Club Laguna in der Apertura 2012, als sie die Finalspiele um die mexikanische Frauenfußballmeisterschaft erreichten, die (mit 1:5 und 1:2) gegen die Investigadoras de la Policía Federal verloren wurden.